# スノー・エンジェル (映画)
『スノー・エンジェル』（原題：Snow Angels）は、2007年のアメリカ映画。別居中の二組の夫婦とそれぞれの子どもを中心に、田舎町で起こるロマンスと悲劇を描くドラマ映画。監督は『スモーキング・ハイ』のデヴィッド・ゴードン・グリーン、出演は『スリー・ビルボード』のサム・ロックウェルと『アンダーワールド』のケイト・ベッキンセイル。

## ストーリー
ペンシルヴァニアの小さな田舎町の高校で、ブラス・バンドがアメフト応援のための野外練習をしている。教師のチェルヴェニック（トム・ヌーナン）が演奏を止めて生徒たちに説教をしていたとき、どこかから２発の発砲音が聞こえ、皆が何事かと驚く。
場面はその数週間前にさかのぼる。中華料理店で働くアニー（ケイト・ベッキンセイル）は、夫のグレン（サム・ロックウェル）と別居し、母親に手伝ってもらいながら小さな娘タラ（グレイス・ハドソン）を育てている。同じ店でアルバイトをしているアーサー（マイケル・アンガラノ）は、幼いときにアニーにベビーシッターとして面倒を見てもらっていたが、いまは高校生になっている。アーサーの家庭でも両親がうまくいっておらず、父のドン（グリフィン・ダン）が家を出て行くことになっている。高校では悪友のウォレン（コナー・パオロ）と一緒にブラス・バンドに所属し、転校生のライラ（オリヴィア・サールビー）と知り合って、距離が縮まっていく。父のドンは家を出て行き、ひとりアパートでの生活を始める。
グレンはかつて自殺未遂を起こしたことがあったが、別居後には酒をやめて職を見つけ、クリスチャンとして日々の祈りを欠かさず、タラとの面会日を楽しみにしている。アニーはグレンが子どもと会っている間に、親友で同僚のバーブ（エイミー・セダリス）の夫であるネイト（ニッキー・カット）とモーテルで不倫をしている。そのことを知らないグレンはアニーの職場を訪れて、大事な話があると言ってアニーとの食事の約束をとりつける。アニーの母親がタラを預かり、二人はレストランで食事をする。アニーが大事な話とは何かと尋ねると、グレンはただ連れ出したかったのだと説明する。帰り際にグレンはまた誘いたいと言うが、アニーはそれを断る。
その足でアニーはネイトのいるはずのモーテルに向かうが、部屋にネイトはいない。ネイトはモーテルのレシートを妻のバーブに見つかり、不倫を白状して家を追い出されていた。アニーがネイトに電話を掛けるとバーブが出て、アニーを詰って絶交を告げる。アニーが帰宅すると、家の前にネイトが車を停めて待っている。仕方なく家に入れて事の次第を確認するが、ちょうどそのときグレンが家の前を通りかかり、ネイトの車が停まっているところを目にする。グレンはそのままバーへと向かい、やめていたはずの酒を飲み始める。
アーサーとライラは日々の関わりを通じて、少しずつ心を通わせていく。二人でショッピング・モールに出かけた際に、父のドンが知らない女性と腕を組んで歩いているところに遭遇し、アーサーは動揺する。アーサーの母ルイーズ（ジェネッタ・アーネット）は家庭が壊れたことで心のバランスを崩すが、自分の感情を受けとめて立ち直ろうとする。グレンは泥酔状態でアニーの家を訪れるが、ネイトにねじ伏せられてその場を立ち去る。アニーが職場に出勤すると、バーブはアニーを恥知らずと罵り、アニーが店を辞めないなら自分が辞めるしかないと言う。
ある日、体調を崩したアニーが家でうたた寝をした隙に、タラが姿を消す。家の周りをいくら探し回ってもタラは見つからず、アニーはネイトに電話を掛けるが連絡がつかない。ネイトの職場に電話を掛けると、シフトが入っているはずのネイトは仕事を上がったと説明される（ネイトはそのころ、別の女性と会っている）。困り果てたアニーはバーブに助けを求め、駆けつけたバーブが警察に通報する。グレンは警察に事情を聞かれるが、娘に危害を加えるはずがないと答え、怒りを顕わにする。地域一帯に捜索の協力が要請され、アーサーやライラら高校生も捜索に参加することになる。アーサーとウォレンが人気のない水辺でマリファナを吸っていると、小さな手袋が落ちているのが見え、その近くでタラの溺死体が見つかる。
遺体の発見者となったアーサーに母ルイーズが付き添っているところへ父のドンが駆けつけるが、警察官に阻まれてアーサーに近寄ることは許されない。その後、娘を失ったアニーは泣いて暮らし、グレンは酒に溺れる。泥酔したグレンは再びアニーの家を訪れ、バットを持ったネイトの前で泣き崩れ、木に拳を打ち付け、トラックに頭突きをして血を流す。グレンを追い返したネイトに、アニーは家から出て行ってほしいと告げる。ルイーズはドンから手紙を受け取ったが破り捨てたことをアーサーに説明する。アーサーはタラの一件で強いショックを受けているが、ライラとの関わりや対話を通じて少しずつ癒されていき、アーサーとライラはついに結ばれる。
すっかり素面となったグレンがアニーの職場を訪れ、タラとの最後の面会で撮影した写真を渡そうとするが、逆上したアニーともみあいになり、グレンは思わずアニーを殴る。グレンは自分の部屋で祈りをささげた後、両親の家の地下に隠してあったショットガンを持ってアニーの留守宅を訪れ、帰宅したアニーを拘束すると、ボウルの水でアニーの足を洗う。グレンはアニーを連れてタラの遺体発見現場の近くに行き、「準備はいいか」と尋ねる。アニーが泣きながら「いい」と答えると、ショットガンの音が鳴り響く。グレンは車に戻って飼い犬を外に逃がすと、ショットガンの銃口をくわえて自らの頭を撃ちぬく。
そんな事件があった後、少しずつもとの日常が戻ってくるなかで、アメフトの試合に町の人々が集まる。ブラス・バンドの演奏にチェルヴェニック先生は満足げな表情を見せ、バンドのなかにはアーサーやウォレンの姿があり、観客のなかにはライラやルイーズがいる。ルイーズの隣にはドンが座っている。グレンの両親の家では、グレンの母親が家のドアを開け、行方不明のグレンの飼い犬の名前を叫ぶ。

## キャスト
| 役名                   | 俳優                   | 日本語吹替 |
| ---------------------- | ---------------------- | ---------- |
| グレン・マーチャンド   | サム・ロックウェル     |            |
| アニー・マーチャンド   | ケイト・ベッキンセイル |            |
| アーサー・パーキンソン | マイケル・アンガラノ   | -          |
| ライラ・レイバーン     | オリヴィア・サールビー | -          |
| ネイト・ペティット     | ニッキー・カット       |            |
| バーブ・ペティット     | エイミー・セダリス     | -          |
| ルイーズ・パーキンソン | ジェネッタ・アーネット |            |
| ドン・パーキンソン     | グリフィン・ダン       |            |
| ウォレン・ハーデスキー | コナー・パオロ         |            |
| チェルヴェニック先生   | トム・ヌーナン         |            |
| タラ・マーチャンド     | グレイス・ハドソン     |            |